# Mambije
Mambije, a antiga Hierápolis Bambice, é uma antiga cidade da Síria. Atualmente, a cidade encontra-se sob controle curdo.

## História
Era um santuário desde um tempo muito recuado, mas registros históricos só começam na época dos Selêucidas, que a fizeram a principal cidade na estrada entre Antioquia e Selêucia. Também se tornou um centro de adoração da deusa Atargatis. No século III se tornou capital da província do Eufrates, e uma das maiores da Síria, mas logo caiu em ruínas.
Harune Arraxide a restaurou e no século VIII se tornou motivo de disputa entre bizantinos, árabes e turcos. Foi capturada pelos cruzados no século XII, mas Saladino a reconquistou em 1175. Depois foi sede dos mongóis de Hulagu, que a destruíram. Hoje restam apenas suas ruínas, formando um importante sítio arqueológico.
Sob o Império Otomano, Mambije foi uma caza (distrito) da província de Alepo. Em 1879, após a Guerra Russo-Turca, uma colônia de Circassianos de Vidim foi implantada na área das ruínas. Em 1911, sua população era de 1 500 habitantes.